# Itibô Yama
Der Itibô Yama (Transkription von japanisch 一望山 ‚Aussichtsberg‘) ist ein 53 m hoher Hügel an der Kronprinz-Olav-Küste im ostantarktischen Königin-Maud-Land. Er ragt im Norden des Kap Akarui auf.
Japanische Wissenschaftler nahmen 1975 sowie 1980 Vermessungen vor und benannten ihn 1981.